# Bob Barker
Robert William Barker (Darrington, Washington, 12 de diciembre de 1923-Hollywood, California, 26 de agosto de 2023) fue un actor y presentador de televisión estadounidense. Es conocido por presentar The Price is Right desde 1972 hasta 2007.

## Biografía
Nació el 12 de diciembre de 1923 en Mission, Dakota del Sur. Desde muy joven mostró tener un gran talento para el mundo del espectáculo. Antes de dedicarse a ser presentador en la de televisión, también fue actor.
Asimismo, destacó por ser un activista en favor de los derechos de los animales. El buque de la ONG Sea Shepherd, dedicada a la lucha contra la caza de ballenas, fue bautizado con su nombre pues donó cinco millones de dólares a la organización.
Desde 1967 hasta 1987, durante 21 ediciones consecutivas, fue el presentador fijo de las transmisiones de los concursos Miss USA y Miss Universo; solicitó la eliminación de los abrigos de pieles como premio para las ganadoras de dichos certámenes y renunció como presentador cuando los productores se negaron. Fue conductor de The Price Is Right y también estuvo al frente de programas como Truth or Consequences. En 2009 fue elegido para ser el presidente de la marca RAW de la World Wrestling Entertainment (WWE).
A lo largo de su carrera televisiva, consiguió 19 premios Emmy y en 2004 fue incluido en el salón de la fama de la Academia de Artes y Ciencias de la Televisión. El 14 de diciembre de 2009 recibió el Slammy Award al invitado del año de RAW. Falleció por causas naturales en su vivienda de Hollywood Hills (California).

## Filmografía
- 1956-1975: Truth or Consequences
- 1967-1987: Miss USA
- 1967-1987: Miss Universo
- 1972-2007: The Price Is Right
- 1996: Happy Gilmore
- 2002: The Price Is Right 30th Anniversary Special (TV)
- 2002: The Price Is Right Primetime Specials (TV)
- 2003: The Price Is Right Million Dollar Spectacular (TV)
- 2009: WWE Monday Night Raw Special Guest Host